# Inconnu Csoport
Az Inconnu Csoport (Inconnu Független Művészeti Csoport) egy magát függetlennek és ellenzékinek mondó 20. századi magyar képzőművészcsoport, mely működését a Kádár-rendszer ideje alatt kezdte, de tagjai a posztkommunizmus ideje alatt (jelenleg) is aktívak. A csoport történetét 2019-ben a Balra át, jobbra át – Művészeti és politikai radikalizmus a Kádár-korban // Az Orfeo és az Inconnu csoport című kiállítás (Centrális Galéria) dolgozta fel.

## A név eredete
A csoport „postai művészettel” (mail art) foglalkozott az 1970-es és 1980-as években. Mivel a postán a francia nyelv a hivatalos, ezért a küldeményekre franciául kerültek fel a szövegek (például „a címzett ismeretlen”, „vissza a feladóhoz” stb.). A leveleket speciális módszerrel adták fel, melynek lényege, hogy a cím ne létezzen, és így a posta „inconnu” („a címzett ismeretlen”) bélyegzővel visszaküldje, a valódi címzett címe a „feladó” rovatba került.
Bokros Péter így számolt be erről és ennek okairól, következményeiről részletesebben:
Mivel arra is rájöttünk, hogy a küldeményeinket átnézik ill. visszatartják ezért azt a módszert választottuk, hogy feladónak írtuk azt a címet, ahová a küldeményt szerettük volna elküldeni; a címzés helyén pedig egy fiktív cím szerepelt. Itt természetesen a postás nem találta a címzettet, ezért A CÍMZETT ISMERETLEN (INCONNU) bélyeget ragasztva rá vissza küldte a feladónak, ekkor jutott el oda, ahová mi szerettük volna eljuttatni. Így sokszor olcsóbb is volt, mert csak Bécsig, a fiktív címig fizettük a levél szállítását; onnantól vissza a feladónak a posta a mai napig ingyen viszi. De a lényeg az volt, hogy ezzel a trükkel nem akadtunk fel az ellenőrzés rostáján, mivel a mi neveink nem szerepeltek a küldeményeken. Szóval, ezzel a trükkel váltunk ismeretlenből ismertté, és ezért választottuk végül ezt a nevet.
Bokrost idézve Csizmadia Ervin arról számolt be, hogy a csoport tagjait Galántai György, az 1970-es évek híres balatonfüredi happeningjeinek házigazdája avatta be a mail art világába, akit Beke László művészettörténészen keresztül ismertek meg.

## Tagok
Alapító tagjai Bokros Péter, Molnár Tamás, Csécsey Mihály. A tagok az 1970-es évek vége felé kezdték együttes működésüket, de a csoport alapításának és az „inconnu” elnevezés első használatának pontos ideje nem ismert. Csizmadia Ervin szerint (A magyar demokratikus ellenzék monográfia) az alapító tagok az 1970-es években Szolnokon éltek és 1978-ban öten hozták létre az Inconnu csoportot: Bokros Péter, Csécsey Mihály, Molnár Tamás, Mészáros Bánk és Sipos Mihály.
Az Inconnu csoport egyes tagjainak –, és a rendszerváltást megelőző időszak ellenzéki tevékenységet folytatók közül többeknek –, az a véleménye, miszerint Csizmadia Ervin (A magyar demokratikus ellenzék – monográfia) című műve nem autentikus forrásmű, sem az úgy nevezett „Demokratikus Ellenzék”, sem az Inconnu csoport történetének, sem pedig a rendszerváltás mibenlétének és eseménytörténetének megismeréséhez.
Más források szerint később csatlakoztak (1979–80): Mészáros Bánk, Sipos Mihály, Morva Ibolya, (Kopács) Kovács Miklós. További új tagok 1982-től: Pálinkás Róbert, Phillipp Tibor, Serfőző Magdolna. Tiszteletbeli tag: Krassó György, Bereznay András, utóbbi 1987. november 7-e óta.
Legújabb tagok: 2004-től Bőjthe Balázs, Magyar Ember, Bognár József, Lestyán Kinga

## Története, működése

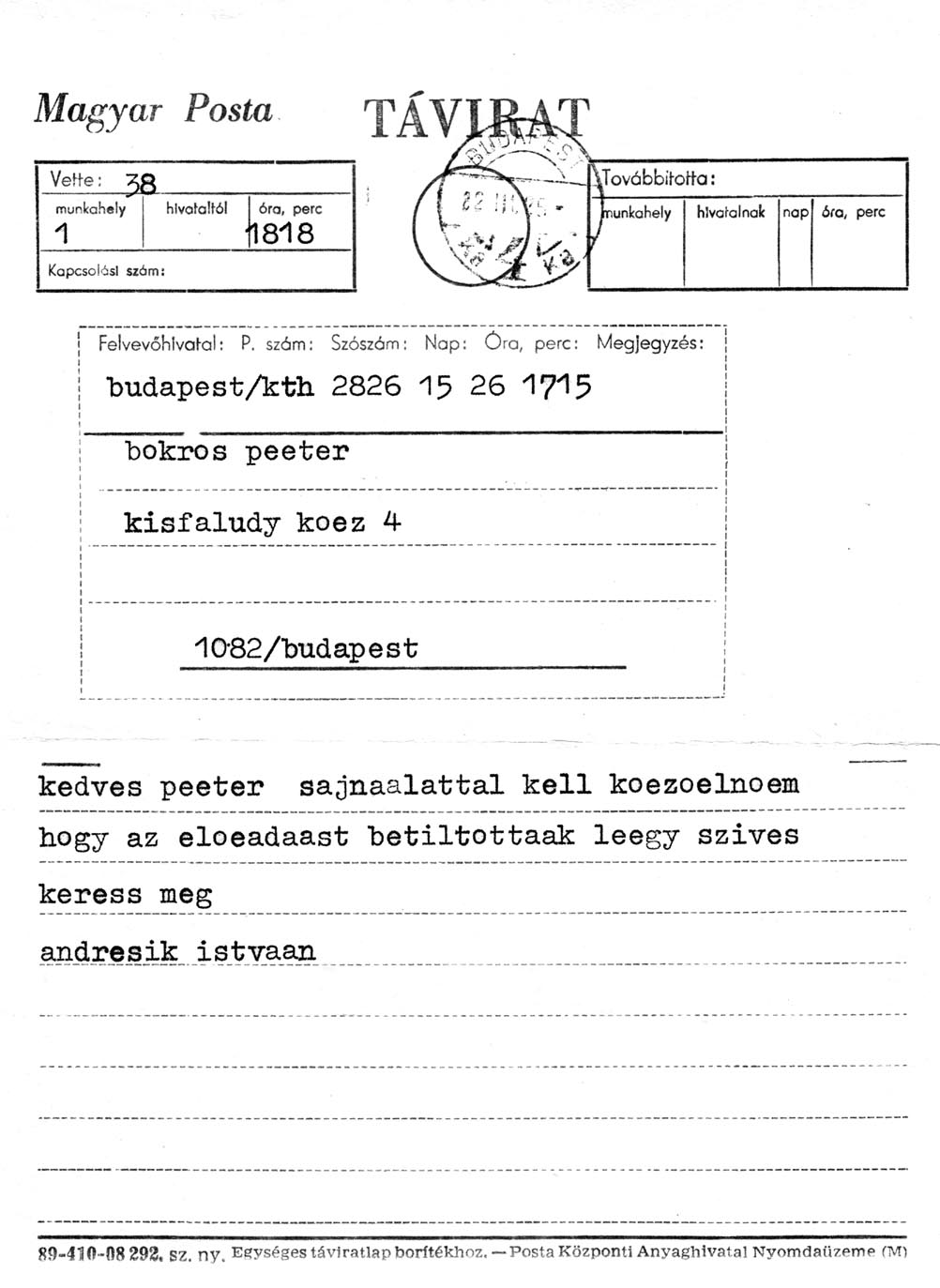
"kedves peeter – sajnaalattal kell koezoelnoem hogy az eloeadaast betiltottaak – leegy szives keress meg – andresik istvaan"

Bokros Péter szerint a csoport 1978 tavaszán, egy ceglédi ifjúsági találkozón mutatkozott be először közösen, bár nem  „Inconnu” néven;  itt tűzzománcokat, grafikákat és szobrokat állítottak ki. A csoport bekapcsolódott a nemzetközi ún. „mail art-mozgalomba”, mely a marginális művészcsoportokat próbálta összefogni oly módon, hogy a résztvevők levelezés útján intenzíven tartották  egymással a kapcsolatot.
Alakulásától a csoport rendszeresen szervezett performance-okat és happeningeket. Kiemelkedő eseményük volt a Fiatal Művészek Klubjában 1980 januárjában tartott performance. Emiatt feljelentették őket, áprilisi kunszentmártoni kiállításuk után pedig egész Szolnok megyében megtiltották nekik a kiállítások rendezését. Bokrost szolgálatra behívták a kalocsai büntetőezredhez. Miután 1981 őszén leszerelt, Budapestre költözött és két év múlva Molnár Tamás is követte.
A kommunista kultúrdiktatúra nem nézte jó szemmel sem a külföldiekkel való kapcsolattartást, sem a csoport művészeti tevékenységét, ezért Aczél György, az akkori kultúrfelelős működésüket tiltani és illegalizálni igyekezett, a csoportot pedig már 1979-től rendőrökkel és besúgókkal állandó jelleggel figyeltette. „Akkor kezdtünk el azon gondolkozni, hogy ha mi nem tudunk ebben az országban megfelelően élni, akkor magát az országot kell megváltoztatni.” (Bokros Péter, 2005).

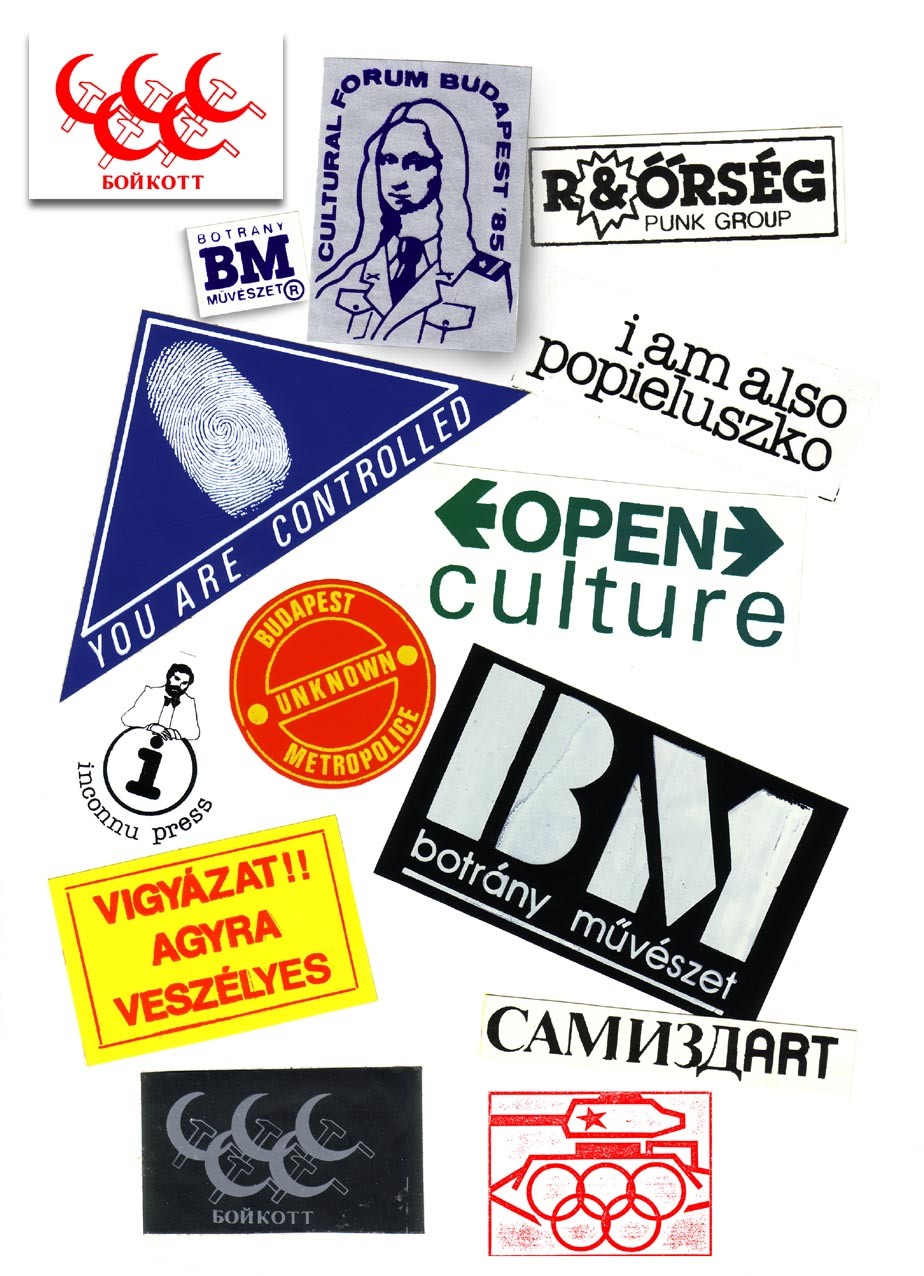
Inconnu matricatervek

A csoport az állandó üldözés elől addigi székhelyéről, Szolnokról Budapestre menekült,  részt vett a Demokratikus Ellenzék által szervezett, sokszor előre betiltott, illegálisnak minősülő kiállításain, összejövetelein, a szamizdat-irodalom előállításában. Saját elképzeléseik kialakulván, önálló működésbe kezdtek, és megalapították az Inconnu Press című folyóiratot. Az elszakadásban annak is része volt, hogy megkezdődött az ellenzéki csoportok belülről való bomlása, szalámizása is. „Amikor már egyéni akcióink voltak az ellenzéken belül, akkor vettük észre, hogy marginális vonalra kerültünk, szemben a Demokratikus Ellenzék azon részével, akik »magasabb családi körökből« jöttek. Nekik volt útlevelük, nyugati egyetemre járhattak…” (Bokros Péter, 2005).
A csoport – mint annyi más ellenzéki – a szakadás idejében a diktatúra elleni küzdelem fő eszközeként a humort és szatírát választotta. Jelenleg is ez a fő módszerük: humoros gúnyrajzaik, képeik, politikai, szatirikus írásaik igen népszerűek közönségük körében. A csoportnak szerepe volt a 301-es parcella újra-felfedezésében, helyreállításában és Nagy Imre újratemetésénél is. A temetés körüli politikai viták és a tagok által megdöbbentőnek és negatívnak tartott jelenségek miatti elkeseredésükben a csoport egy időre felfüggesztette működését. Csak 1994-től, a Horn-kormány hatalomra kerülésekor váltak újra aktívvá. Részt vállaltak a Bős-nagymarosi vízlépcső elleni civil tiltakozó mozgalomban.

### A szamizdatban
A szamizdat Beszélő már 1982 szeptemberében beszámolt arról, hogy a csoport Szolnokon (1981 novemberében) Ismeretlen Földalatti Vonal címmel szamizdat kiadványt jelentetett meg (Csizmadia szerint egyidőben a Budapesti Pszichiátriai Intézetben rendezett happeningjükkel). Az akcióművészet mellett kiálló kiadvány miatt a csoport ellen nyomozást indított a rendőrség, tagjait zaklatták, Molnár Tamást többször kihallgatták.
A zaklatás ellenére a csoport önálló szamizdat kiadót hozott létre Artéria néven, amely a Történések és dokumentumok című kiadványban kronológiai rendbe szedve dokumentálta az 1982. július 23. és 1983. szeptember 30. közti időszak zaklatásait. Ezek természetesen ekkor sem értek véget és a későbbiekről beszámolt a Beszélő is, amelynek 8. számához az Inconnu tervezte a borítókat Kőszeg Ferenc és Solt Ottília megbízásából, de a rendőrség ezt lefoglalta. Molnárt és Kőszeget pénzbüntetésre is ítélték, de Molnár nem fizette meg – amikor megjelent Szolnokon, hogy letöltse büntetését, hazaküldték. A pénzbírságoknál súlyosabb intézkedés – más ellenzéki csoportokhoz hasonlóan – a későbbiekben sem történt az Inconnu ellen.
Azonban történhetett volna: 1985 végén a csoport azért szüntette meg az 1984 végén létrehozott, ellenzéki találkozóhellyé vált Artéria Galéria működtetését, mert a kommunista rezsim hivatalos politikájában keményedésre utaló jelek mutatkoztak.

### Utóélet
A Inconnu csoport történetét az Orfeo csoporttal összehasonlítva a Balra át, jobbra át – Művészeti és politikai radikalizmus a Kádár-korban // Az Orfeo és az Inconnu csoport című kiállítás dolgozta fel, ami 2019. október 3. és november 24. között volt látható a Blinken OSA Archívum Centrális Galériájában. A kiállítást aktív sajtóvisszhang kísérte. A kiállítás kurátorai 2021-ben egy külön tanulmányban publikálták a két csoport történetét és működését összehasonlító kutatásukat.

## Idézetek

### Részletek „Pécsi” fn.tmb. ügynöki jelentéséből
Részlet egy 1984-es ügynöki jelentésből, melyet a „Pécsi Zoltán” fedőnevű „titkos megbízott” készített Horváth Tibor rendőrszázadosnak egy Galántai György ellenzéki aktivista által szervezett kiállításról – a jelentés kelte: 1984. január 30. ():
„Összefoglalásként elmondható: Galántai pályázatára számos politikailag problematikus, destruktívan bíráló, sőt – elsősorban egy-két hazai "művész" részéről – államunkat és társadalmi rendünket, továbbá az állambiztonsági szerveket támadó és kigúnyoló "műalkotás" /valójában igénytelen tákolmány" érkezett be. Ezeket Galántai képtelen volt elkülöníteni a többi munkától, sőt az alighanem szándékával ellentétes lett volna. Így az említett súlyosan problematikus műveket is kiállították, és a jelenlévő nagyszámú közönség miatt a kiállítás politikailag káros, destruktív, dezorientáló szerepet töltött be. Ezt a funkcióját fokozta, hogy a megnyitón a hazai "ellenzék" legradikálisabb képviselői is megjelentek, s noha viszonylag szerényen viselkedtek /nagyobb csoport előtt egyikük sem beszélt/, 3-4 fős beszélgető csoportokban saját nézeteiket propagálhatták.”
[…] „Volt azonban néhány súlyosan problematikus, politikailag támadó és destruktív "mű" is, amelyeket az alábbiakban részletesen ismertetek.”
[…] „A hazai beküldők "alkotásait" Galántai szétválasztotta a külföldiekétől, és a magasföldszinti úgynevezett "kis teremben" állította ki. A két legdurvább, legagresszívebben ellenséges munka vitathatatlanul az INCONNU csoporttól érkezett be. Az egyik egy magyar térkép, amelynek alján – csaknem szó szerint idézve – a következő felirat olvasható: A térkép az állambiztonsági szervek munkájának segítésére készült, INCONNU megfigyelési feladataik tökéletesebb teljesítéséhez. Ehhez sok sikert kívánnak az alkotók.”
[…] „Az INCONNU egy másik, talán ennél is agresszívabb "műalkotást" is beküldött. Egy falra függesztett fatáblából kb. 10 cm-es szögek állnak ki, sakktáblaszerű elrendezésben. A tábla méreténél sokkal kisebb, papírból kivágott Magyarország térkép a szögekre szúrva, összegyűrve díszeleg. Alatta egy asztalon, mintha megalvadt vér lenne, üvegcserepek halmazára permetezett fekete festékfoltok. Ez a "mű", minimális értelmezés szerint azt jelentheti, hogy hazánkat meggyalázzák, megkínozzák. A tábla és a szegek azonban egyöntetű vérvörös színre voltak festve, ami sokakban további asszociációkat is kiválthat /a vörös mint a nemzetközi munkásmozgalom, a kommunizmus, vagy éppenséggel a Szovjetunió szimbóluma/.

### Részlet a Bokros Péterrel készült interjúból
(A Nagy Imre újratemetésekor történtekről és a csoport szüneteltetéséről.)
Krassó György szeretett volna egy külön megemlékezést csinálni a Hősök terén, mert neki az volt a véleménye, ami egyébként az egész Inconnu Csoporté: Nagy Imrét a kommunisták azért temetik újra, hogy ezzel bűneiket megpróbálják helyrehozni. Krassó Gyuri lakásán röplapokat gyártottunk, amikor megjelent az amerikai követség egyik alkalmazottja, és üvöltve közölte, hogy »Krassó Úr, Ön holnap ezt a független megemlékezést nem csinálhatja meg!«. Sarkon fordult, és kiment. Mi meg meredten ültünk a helyünkön, és egyszerre mondtuk ki: csöbörből vödörbe kerültünk. Döbbenten tapasztaltuk azt, hogy az amerikaiak átvették a hatalmat, ami azóta is az övék. Végül Krassó Gyurival megcsináltuk ezt a független megemlékezést, sőt a temetőbe is szerveztünk csoportokat […]. Azonban kiderült, hogy a titkosszolgálat a temetőt teljesen lezárta, oda csak buszokkal lehetett bemenni és azoknak, akik az ő embereik voltak […] Ezután mi, az Inconnu Csoport tagjai fel is függesztettük tevékenységünket.